# 振動學
振動學是一門研究物質振動的物理學分支。
一个处于平衡状态的系统受到一个扰动，在回复力的作用下回到初始状态，这个状态不断变化的过程称为振动。原则上，振动通常伴随有能量的转化。
状态变化是周期性进行的。每隔一段时间，系统都要回到初始状态。也可以这样说：振动是一个物理量关于时间的函数。一個基本的振動系統，通常由質量、彈簧、阻尼組成。